# Бодзянське Луки
Бодзянське Луки (словац. Bodzianske Lúky) — село в окрузі Комарно Нітранського краю Словаччини. Площа села 5,17 км². Станом на 31 грудня 2015 року в селі проживало 192 жителі.

## Історія
Перші згадки про село датуються 1387 роком.

## Населення
| Рік:            | 1994. | 2004.    | 2014.    | 2024.   |
| --------------- | ----- | -------- | -------- | ------- |
| Кількість осіб: | 255   | 223      | 191      | 177     |
| Різниця:        |       | -12,54 % | -14,34 % | -7,32 % |

| Рік:            | 2023. | 2024.   |
| --------------- | ----- | ------- |
| Кількість осіб: | 175   | 177     |
| Різниця:        |       | +1,14 % |